# Gramática del idioma muisca
El idioma muisca (autoglotónimo muyskkubun), es una lengua muerta de la familia lingüística de lenguas chibchas. Se puede describir como una lengua aglutinante y polisintética. El orden de la oración es SOV.

## Etimología y morfología
La palabra muyskkubun se compone de los vocablos muyska (persona, o gente) y kubun (idioma, o lengua). En el caso del vocablo “muyska”, es necesario prescindir de la última vocal para darle un carácter posesivo. La transcripción fonética de la palabra es /mʷɨskkuβun/.

## Ortografía y alfabeto latino
Los muiscas no tenían uso formal de escritura. Por esta razón se usa el alfabeto latino, exceptuando las letras L y D, cuya pronunciación no existe en esta lengua, salvo en los casos de introducción de neologismos como la palabra «Dios».
La R se usa raramente, y su pronunciación es la producida por una vibración simple de la punta de la lengua en la zona alveolar (fonema /r/), que se corresponde con la r simple intervocálica o detrás de consonante, conocida comúnmente como "r suave".

### Reemplazo de "qu" y "c" por "k"[1]
En las fuentes primarias de la lengua muisca se utilizaron las grafías "qu" y "c" para simbolizar el fonema /k/, por lo que quienes trabajan en el proyecto "Muyskkubun", de la Universidad Nacional de Colombia, han decidido pasar las palabras del diccionario virtual reemplazando estas grafías por la letra k. Por esta razón se crearon unas reglas de transcripción:
Las sílabas ca, co y cu pasan al diccionario virtual como ka, ko y ku. Ejemplo: muysca => muyska.
La letra q pasa al diccionario virtual como k. Ejemplo: bqusqua => bkuskua.
La sílaba "que" pasa al diccionario virtual como "ke".
La sílaba "quy" pasa al diccionario virtual como "ky". (Aún se tienen dudas con esta grafía)
La sílaba "qui" pasa al diccionario virtual como "ki".
La sílaba "qu" pasa al diccionario virtual como "ku" cuando le sigue una consonante.

## Fonología
De acuerdo con los textos conocidos, se puede presentar el siguiente cuadro de fonemas del muyskkubun:
Vocales
|        | Anteriores | Centrales   | Posteriores |
| ------ | ---------- | ----------- | ----------- |
| Altas  | i          |             | u           |
| Medias | e          | ɨ <γ, ɣ, y> | o           |
| Bajas  |            | a           |             |

Consonantes
|                    | labial | alveolar      | postalveolar/ retrofleja | velar        | glotal  |
| ------------------ | ------ | ------------- | ------------------------ | ------------ | ------- |
| oclusivas sordas   | p      | t             |                          | k <c, q, qu> | ʔ <¿h?> |
| fricativas sonoras | β <b>  |               |                          | ɣ <g, gu(?)> |         |
| nasales            | m      | n             |                          | ŋ <ng>       |         |
| fricativas sordas  | f      | s             | ʃ ʂ <x, ch>              |              |         |
| africadas sordas   |        | ts, tʂ <z, ç> |                          |              |         |
| vibrantes          |        | ɾ, r <r>      |                          |              |         |
| aproximantes       | w <hu> |               |                          |              |         |

Entre otras pronunciaciones particulares que tiene esta lengua, las más comunes son seis:
Primera: (ts <z>)
La primera es la pronunciación de la z, sobre la que Fray Bernardo de Lugo, en su Gramática en la lengua general del Nuevo Reino, llamada Mosca, publicada en 1619, dice que debe pronunciarse como la s, conservándola tan solo «por ser necesaria para la escriptura» (ortografía original). Sin embargo, Fray Bernardo de Lugo empleó el signo ʒh para el sonido que posteriormente se ha reservado para la z, que es el equivalente al ts castellano o casi al tch francés.
- Ejemplo: zisa; larva de un coleóptero que hasta la actualidad se conoce en Bogotá con el nombre de "chisa".

En cuanto a la letra ç, se identifica normalmente como [ts], pero es un alófono de /s/. Se encuentra en algunos préstamos del español, como en igleçia y plaça.
Segunda: (ʂ <ch>)
La segunda pronunciación es la de las sílabas cha, che, chi, cho, chu, que se pronuncian como la ch francesa en cherecher, o el sh inglés en ship. Raras veces tiene el sonido de la ch castellana.
Tercera: (ɨ <γ, ɣ, y>)
La tercera pronunciación es la que ni es de E ni de I, sino un medio entre las dos, la cual se representa con la "ye" o "i griega", Y.
Cuarta: (chy)
La cuarta pronunciación es la de la sílaba chy, que cuando sea sílaba media y le sigan las letras C o P (o también L en el caso de neologismos), se pronuncia breve y velozmente, expeliendo el aire con fuerza entre el paladar y la punta de la lengua levantada que toca la raíz de los dientes superiores, como en ts. 
- Ejemplo con C: ychyca, que significa «otra cosa», o «en otra parte».

- Ejemplo con P: quyhychypcua, cuya raíz es quyhychyquy, «la comida».

Quinta: (p) y k <c, q, qu>
La quinta pronunciación es la de las letras P y K, como en pkua, «la lengua» (órgano del cuerpo).
Sexta: w <hu> y ʔ <¿h?>
La sexta pronunciación es la de las sílabas ha, he, hi, ho, hu, por las cuales se distinguen unos vocablos de otros, como en uaia (madre) y uahaia (cadáver, difunto), o en chika (suegro) y chihika (carne), o también en chukua (descortezar, desollar) y chuhuskua (lavar, bañar).
Otras pronunciaciones:
En el caso del fonema b, se admite <m> cuando es prefijo que marca la transitividad de los verbos. Para el fonema k se puede usar <c> cuando le sigue "a", "o" y "u". Con el fonema β se usa b en palabras como aba (maíz) o boza (dos), pero se puede usar <f> en palabras como bapkua - fapkua (Chicha), boi - foi (Manta), bie - fie (Muchos?), fy (Colador de Chicha), fo (Zorro), fun (Pan). La <x>, que se identifica como ʃ, es un alófono de /s/. En todos los casos se presenta seguida de una "i". Por ejemplo: xie (Quién), xima (Lagaña). El fonema w se identifica con <[p]qu, [p]quy> cuando le antecede una "p". Por ejemplo chipkua (Despeinado) o guapkyhyza (Guapucha, pez).

## El nombre
En lengua muisca las partes de la oración son: nombre, pronombre, verbo, participio, postposición, adverbio, interjección y conjunción.
Todos los nombres de la lengua muisca, tanto sustantivos como adjetivos, no tienen más que una voz simple, y por consiguiente carecen de caso, de número y de género.
Algunos nombres tienen genitivo de posesión, y son todos los acabados en a, de muchas sílabas, como muyska (persona), paba (papá, padre), gata (fuego, candela), chuta (hijo, hija). Se hace el genitivo quitando la a, como en muysk kubun (idioma de la gente); ze pab ipkua gue (es de mi padre, o es propiedad de mi padre); gat upkua (la pavesa de la vela, o de cualquier otra cosa que arde); chuty gui (la esposa de mi hijo).
Algunas veces, por la dificultad de pronunciar la última consonante del nombre seguida de otra consonante, se añade una y, como en el ejemplo anterior. Otras veces, en lugar de la y se coloca una u, como en pabu chuta (hijo de mi padre), según convenga para pronunciar con claridad la consonante que queda, quitada la a.
También todos los nombres acabados en e tienen este genitivo de posesión, quitando la e, como en sue (hombre español), y su kubun (lengua de español).*No debe confundirse sue con sua, que significa «Sol.»
Además, algunos de los nombres acabados en a tienen genitivo acabado en as, añadiendo una s a la a, como en cha (varón, macho) y en uecha (tío, hermano de la madre); y así, chas gue quiere decir «la casta del varón», y uechas gui «la esposa de mi tío».
El número plural se distingue por algunas palabras adjuntas; unas veces por nombres numerales, como muyska boza (dos hombres), otras por algún pronombre de plural adjunto, otras por verbos que significan pluralidad, como en muyska inac abyzine (hombres están ahí).

## El pronombre
Hay dos tipos de pronombre: los pronombres personales, llamados también pronombres sustantivos, y los pronombres adyacentes, que se adhieren al nombre, verbo, participio o postposición como prefijos activos. Los pronombres adyacentes, si acompañan objetos le otorgan a estos un carácter posesivo, y si acompañan verbos nos dicen qué sujeto realiza la acción. Todos los pronombres, tanto los personales como los adyacentes, son indeclinables.
Pronombres personales:
| Muyskkubun | Fonética     | Español                       |
| ---------- | ------------ | ----------------------------- |
| hycha      | /hɨʂa/       | yo                            |
| mue        | /mue/        | tú, usted                     |
| as(y)      | /asɨ/ ó /as/ | él, ella, ello / ellos, ellas |
| chie       | /ʂie/        | nosotros, nosotras            |
| mie        | /mie/        | vosotros, ustedes             |

Pronombres demostrativos:
| Muyskkubun | Fonética       | Español               | Nota                                                 |
| ---------- | -------------- | --------------------- | ---------------------------------------------------- |
| ysy        | /ɨsɨ/ o /ɨs/   | ese, esa / esos, esas | (Designa lo que está lejos de la persona que habla.) |
| xis        | /sisɨ/ o /sis/ | ese, esa / esos, esas | (Designa lo que está cerca de la persona que habla.) |

Pronombres adyacentes:
| Muyskkubun | Fonética    | Español                 |
| ---------- | ----------- | ----------------------- |
| z(e)- / i- | /tʂɨ/ - /i/ | yo                      |
| (u)m-      | /um/ o /m/  | tú                      |
| a(sy)-     | /a/ ó /asɨ/ | él, ella / ellos, ellas |
| chi-       | /ʂi/        | nosotros, nosotras      |
| mi-        | /mi/        | vosotros, ustedes       |

La anterior significación tienen los pronombres adyacentes antepuestos a los verbos.
- Ejemplo de los pronombres adyacentes antepuestos a un verbo:

| Muyskkubun  | Español          |
| ----------- | ---------------- |
| ze bkyskua  | yo hago          |
| um bkyskua  | tú haces         |
| a bkyskua   | él hace          |
| chi bkyskua | nosotros hacemos |
| mi bkyskua  | vosotros hacéis  |
| a bkyskua   | ellos hacen      |

Con las postposiciones, los pronombres adyacentes tienen la significación siguiente:
- Ejemplo de los pronombres adyacentes antepuestos a una postposición. En este caso, bohoza /βohotʂa/, que significa «con» (preposición):

| Muyskkubun | Español      |
| ---------- | ------------ |
| ze bohoza  | conmigo      |
| um bohoza  | contigo      |
| a bohoza   | con él       |
| chi bohoza | con nosotros |
| mi bohoza  | con vosotros |
| a bohoza   | con ellos    |

Antepuestos estos pronombres adyacentes a los nombres sustantivos significan lo mismo que mio, tuyo, suyo, nuestro, como en el ejemplo siguiente.
- Ejemplo de los pronombres adyacentes antepuestos a un objeto:

| Muyskkubun | Español       |
| ---------- | ------------- |
| ze boi     | mi manta      |
| um boi     | tu manta      |
| a boi      | su manta      |
| chi boi    | nuestra manta |
| mi boi     | vuestra manta |
| a boi      | su manta      |

Una manera considerada elegante en el hablar por los muiscas era juntar los pronombres personales, o sustantivos, con los adyacentes, como en hycha ze boi (mi manta); hycha ze bohoza (conmigo); mue um boi (tu manta); mue um bohoza (contigo).
Cuando el nombre o la raíz verbal empieza con una consonante coronal, en lugar del pronombre ze, se coloca la letra i. Las siguientes son las consonantes coronales de la lengua muisca: ch /ʂ/, s/x /s/, t /t/, z /tʂ/, n /n/, y r /ɾ/.
- Ejemplos: ichahasgansuka (tengo hambre); ichuta (mi hijo); inaskua (suelo ir); inyky (mi hermano); isukune (yo estoy); isahaoa (mi marido); itauasuka (estoy labrando, o estoy haciendo labranza); iximansuka (me estoy haciendo lagañoso); ixima (mi lagaña); izone (yo tengo/estoy); izysky (mi cabeza).

Hay otra clase de pronombres adyacentes, que carecen de tercera persona, y que actúan como prefijos pasivos:
| Muyskkubun | Español            |
| ---------- | ------------------ |
| cha-       | yo                 |
| ma-        | tú                 |
| chia-      | nosotros, nosotras |
| mia-       | vosotros, ustedes  |

## El verbo sustantivo «gue»
Gue /ɣuɨ/, el verbo ser, tiene solo un modo, que es el indicativo, y este no tiene más que dos palabras. La primera es gue, la segunda es nga. La primera sirve para presente, pretérito imperfecto, perfecto y pluscuamperfecto. La segunda es el modo indicativo del verbo ser en futuro. Carece, como todos los verbos del idioma muisca, de terminaciones que indiquen número y persona. Estas solamente se determinan por el supuesto, el cual ha de ser pronombre sustantivo, o personal, como se verá en la forma siguiente:
Presente:
Pretérito imperfecto, perfecto y pluscuamperfecto:
| Muyskkubun | Español                            |
| ---------- | ---------------------------------- |
| hycha gue  | yo soy, era, fui, había sido       |
| mue gue    | tú eres, eras, fuiste, habías sido |
| as gue     | él / ella es, era, fue, había sido |
| chie gue   | nosotros somos, éramos, etc.       |
| mie gue    | vosotros sois, erais, etc.         |
| as gue     | ellos / ellas son, eran, etc.      |

Futuro:
| Muyskkubun | Español             |
| ---------- | ------------------- |
| hycha nga  | yo seré             |
| mue nga    | tú serás            |
| as nga     | él / ella será      |
| chie nga   | nosotros seremos    |
| mie nga    | vosotros seréis     |
| as nga     | ellos / ellas serán |

Pero si el supuesto fuere nombre, entonces se ha de quitar el pronombre al verbo sustantivo; así, «Pedro es», se dirá Pedro gue, y no, Pedro as gue; «Pedro será», Pedro nga, y no, Pedro as nga.
El verbo sustantivo gue no tiene modo imperativo, aunque para decir «sé tú», se puede decir muenga, pero esto es reduciéndolo al futuro del indicativo.
Tampoco tiene modo subjuntivo; solo en el pretérito perfecto y pluscuamperfecto, añadiendo al supuesto la partícula sa o san, que hacen el sentido de «si fuera» o «si fuese».
- Ejemplo:

| Muyskkubun | Español                                             |
| ---------- | --------------------------------------------------- |
| hycha san  | si yo fuera o fuese / si hubiera o hubiese sido     |
| mue san    | si tú fueras, etc.                                  |
| as san     | si él / ella fuera, etc.                            |
| chie san   | si nosotros fuéramos, etc.                          |
| mie san    | si vosotros fuerais, etc. / si ustedes fueran, etc. |
| as san     | si ellos / ellas fueran, etc.                       |

La partícula nohokan, que quiere decir «aunque», añadida al supuesto, hace el sentido de «aunque sea» o «aunque fuera», como en: yngue zunga nohokan (aunque sea pequeño); ybsa nohokan (aunque sea un mosquito). También se pronuncia nuhukan o nukuan.
La partícula san tras de la partícula nohokan, y también tras de la partícula kuan, significa «aunque fuera» o «aunque hubiera sido», como en hycha san nohokan (aunque fuera yo); chie san kuan (aunque fuéramos nosotros); zepaba san nohokan (aunque fuera mi padre).
La partícula -be añadida al futuro es un sufijo optativo, como en hycha ngabe (si yo fuese), entendiéndose que se refiere a cosas futuras, como «ojalá yo fuese». Para referirse a cosas pasadas no existe propiamente un optativo, pero existe un modo de decir que denota eso, que es posponiendo al supuesto la palabra banako, como en hycha banako (ojalá que sea yo).
La interrogación del verbo sustantivo gue es la partícula ua pospuesta al supuesto, y sirve para todos los tiempos que tienen la palabra gue. Es válido oa en lugar de ua. En algunas ocasiones cuando se pospone a las partículas interrogativas, se expresa con una o, como en ipkua gua, upkuo; xieua, xieo etc. Para el futuro sirve la partícula nua, como se verá en la forma siguiente.
Presente:
| Muyskkubun | Español             |
| ---------- | ------------------- |
| hycha ua   | ¿soy yo?            |
| mue ua     | ¿eres tú?           |
| as ua      | ¿es él / ella?      |
| chi ua     | ¿somos nosotros?    |
| mie ua     | ¿sois vosotros?     |
| as ua      | ¿son ellos / ellas? |

Futuro:
| Muyskkubun | Español               |
| ---------- | --------------------- |
| chan nua   | ¿seré yo?             |
| muen nua   | ¿serás tú?            |
| asn nua    | ¿será él / ella?      |
| chien nua  | ¿seremos nosotros?    |
| mien nua   | ¿seréis vosotros?     |
| asn nua    | ¿serán ellos / ellas? |

## El verbo sustantivo negativo
El verbo sustantivo gue tiene su contrario negativo correspondiente, el cual tiene otras dos palabras: La primera es nza /ntʂa/ que significa «no ser» o «falso», y que corresponde a la palabra gue, con todos sus tiempos. La segunda es nga /nɣa/, que es el modo indicativo del verbo ser en futuro. Finalmente, de las dos, se forma nzinga /ntʂinɣa/, que significa «no será» como se verá en la forma siguiente.
Presente:
| Muyskkubun | Español                                  |
| ---------- | ---------------------------------------- |
| hycha nza  | yo no soy, no era, no fui, no había sido |
| mue nza    | tú no eres, no eras, etc.                |
| as nza     | él / ella no es, no era, etc.            |
| chie nza   | nosotros no somos, etc.                  |
| mie nza    | vosotros no sois, etc.                   |
| as nza     | ellos / ellas no son, etc.               |

Futuro:
| Muyskkubun   | Español                |
| ------------ | ---------------------- |
| hycha nzinga | yo no seré             |
| mue nzinga   | tú no serás            |
| as nzinga    | él / ella no será      |
| chie nzinga  | nosotros no seremos    |
| mie nzinga   | vosotros no seréis     |
| as nzinga    | ellos / ellas no serán |

Este verbo negativo admite más partículas que el afirmativo, con las cuales se constituyen diferentes sentidos, como se verá por las formas siguientes.
| Muyskkubun   | Español                          |
| ------------ | -------------------------------- |
| hycha nzakan | si yo no soy, o si yo no fuera   |
| mue nzakan   | si tú no eres, o si tú no fueras |
| as nzakan    | si él no es, o si él no fuera    |
| chie nzakan  | si nosotros no somos, etc.       |
| mie nzakan   | si vosotros no sois, etc.        |
| as nzakan    | si ellos no son, etc.            |

Pretérito imperfecto y pluscuamperfecto del subjuntivo:
| Muyskkubun   | Español                                 |
| ------------ | --------------------------------------- |
| hycha nzasan | si yo no fuera, o si yo no hubiera sido |
| mue nzasan   | si tú no fueras, o no hubieras sido     |
| as nzasan    | si él no fuera, o no hubiera sido       |
| chie nzasan  | si nosotros no fuéramos, etc.           |
| mie nzasan   | si vosotros no fuerais, etc.            |
| as nzasan    | si ellos no fueran, etc.                |

La partícula sa se puede colocar en forma pasada, en lugar de la partícula san porque es lo mismo. También admite este verbo la partícula nohokan, con las demás que significan «aunque», pero entonces ha de preceder la partícula nan, como se verá en la forma siguiente.
| Muyskkubun           | Español                            |
| -------------------- | ---------------------------------- |
| hycha nzanan nohokan | aunque yo no sea, o no fuere       |
| mue nzanan nohokan   | aunque tú no seas, o no fueses     |
| as nzanan nohokan    | aunque él / ella no sea, etc.      |
| chie nzanan nohokan  | aunque nosotros no seamos, etc.    |
| mie nzanan nohokan   | aunque vosotros no seáis, etc.     |
| as nzanan nohokan    | aunque ellos / ellas no sean, etc. |

Dicha forma también tiene este sentido: Aunque yo no soy, no era, no fui, no había sido. 
Además se coloca la partícula nohokan con las demás que significan «aunque» con el pretérito perfecto y pluscuamperfecto de subjuntivo, tras la partícula san, como se verá en la forma siguiente.
| Muyskkubun           | Español                               |
| -------------------- | ------------------------------------- |
| hycha nzasan nohokan | aunque yo no fuera, o no hubiera sido |
| mue nzasan nohokan   | aunque tú no fueras, etc.             |
| as nzasan nohokan    | aunque él / ella no fuera, etc.       |
| chie nzasan nohokan  | aunque nosotros no fuéramos, etc.     |
| mie nzasan nohokan   | aunque vosotros no fuerais, etc.      |
| as nzasan nohokan    | aunque ellos / ellas no fueran, etc.  |

Añadiendo la partícula n al nza quiere decir «no siendo», como en hycha nzansan (no siendo yo).
El verbo negativo admite el sufijo optativo -be, que significa «ojalá», en la siguiente forma:
| Muyskkubun    | Español                           |
| ------------- | --------------------------------- |
| hycha nzanebe | ojalá yo no sea, o no fuese       |
| mue nzanebe   | ojalá tú no seas, etc.            |
| as nzanebe    | ojalá él / ella no sea, etc.      |
| chie nzanebe  | ojalá nosotros no seamos, etc.    |
| mie nzanebe   | ojalá vosotros no seáis, etc.     |
| as nzanebe    | ojalá ellos / ellas no sean, etc. |

El futuro afirmativo con la partícula banai, puesta al final, tiene el sentido negativo del optativo ya dicho; como en hycha ngabanai (si yo no fuese). Lo dicho del optativo se refiere al futuro, pues para referirse a cosas pasadas no hay optativo propio en la lengua muisca. Se puede usar en este caso del mismo giro del verbo sustantivo afirmativo, conforme al cual se podrá decir, por ejemplo, hycha nza banako (ojalá no sea yo); mue nza banako (ojalá que no seas tú).

## Las conjugaciones
Hay dos clases de verbos en esta lengua, que están agrupados en dos tipos de conjugación, según el tiempo presente-pretérito esté marcado por los sufijos -skua o -suka. Puesto que los verbos muiscas no tienen terminaciones que indiquen número ni persona en los diversos tiempos, la conjugación incluye los pronombres adyacentes, o prefijos personales (ze-, um-, a-, chi-, mi-, asγ-).